# 台25線
台25線，是台灣的一條省道，又稱鳳林公路，北起高雄市鳳山區牛潮埔，南至高雄市林園區林園市區，全長18.275公里，其中台25線在鳳山區與市道183號、台1戊線共線，為往來大寮區、林園區南北向聯絡公路。是第二短的主線省道（最短的主線省道為台37線）。

## 歷史沿革
台25線原為縣道181號左營－汕尾線之鳳山－林園段，全線均在高雄市內。1979年7月1日高雄市升格改制直轄市，左營－鳳山段解編成市區道路。鳳山－林園段在1983年至1986年間進行道路拓寬和路線調整改行外環道路，並於1986年公告編號為今日的台25線。

## 行經行政區域
全線均位於高雄市境內。
| 鳳山區 | 牛潮埔     | 0.000  | 台1線 · 市道183號   | 公路起點 與共線起點        |
| 鳳山區 | 牛潮埔     | －     | 高60線 · 市道183號  |                            |
| 鳳山區 | 鳳山市區   | －     | 高62線 · 市道183號  | 終點                       |
| 鳳山區 | 鳳山市區   | 1.093  | 台1戊線 · 市道183號 | 與共線終點 與共線起點      |
| 鳳山區 | －         |        |                     |                            |
| 鳳山區 | 竹子腳     | 2.282  | 台1戊線             | 中山東仁愛路口；與共線終點 |
| 鳳山區 | 竹子腳     | －     |                     |                            |
| 鳳山區 | 竹子腳     | －     | （地區道路）        |                            |
| 大寮區 | 忠義       | －     | 高63線              | 終點                       |
| 大寮區 | 山仔頂     | 4.861  | 高68線              |                            |
| 大寮區 | －         |        |                     |                            |
| 大寮區 | 三隆       | 6.564  | 高70線              | 起點                       |
| 大寮區 | 拷潭       | －     | 高72線              | 與共線起點                 |
| 大寮區 | 後壁寮     | －     | 高72線              | 與共線起點                 |
| 大寮區 | 拷潭       | －     | 高72線 ·            | 與共線終點                 |
| 大寮區 | 後壁寮     | －     | 高72線 ·            | 與共線終點                 |
| 大寮區 | －         |        |                     |                            |
| 大寮區 | 大寮交流道 | 8.087  | 台88線 · 市道188號  |                            |
| 大寮區 | 大崎腳     | 8.707  | 高76線              | 起點                       |
| 大寮區 | 濃公       | －     | 高77線              | 起點                       |
| 大寮區 | －         |        |                     |                            |
| 大寮區 | 新厝       | －     | 高74線 · 光明路     | 終點                       |
| 大寮區 | 新厝       | 11.655 | 高79線              | 終點                       |
| 大寮區 | －         |        |                     |                            |
| 大寮區 | 昭明       | 12.565 | 高81線 · 高85線     | 起點                       |
| 大寮區 | 昭明       | －     |                     |                            |
| 大寮區 | 昭明       | －     | （地區道路）        |                            |
| 林園區 | 潭頭       | －     | 高82線              |                            |
| 林園區 | 潭頭       | 16.377 | 高81線              | 終點                       |
| 林園區 | 大湖       | 16.814 | 高83線              | 起點                       |
| 林園區 | 林園市區   | －     | 高86線              |                            |
| 林園區 | 林園市區   | －     | 高88線              |                            |
| 林園區 | 林園市區   | 18.275 | 台17線 · 高89線     | 公路終點 起點              |
| 共線   |            |        |                     |                            |

## 里程表
臺二十五線
| 縣市   | 鄉鎮   | 里程數(KM) |
| ------ | ------ | ---------- |
| 高雄市 | 全區   | 18.3       |
| 高雄市 | 鳳山區 | 3.1        |
|        | 大寮區 | 11.2       |
|        | 林園區 | 4          |

## 沿線路名
- 經武路
- 光遠路
- 中山東路
- 仁愛路
- 鳳林四～三路
- 力行路
- 鳳林二～一路
- 鳳林路四～一段

## 沿線設施與景點
- 大東站（ 橘線）
- 大東文化藝術中心
- 鳳山轉運站
- 鳳山國中站（ 橘線）
- 高雄市立鳳山國民中學
- 高雄市大寮區忠義國民小學
- 鳳寮交流道（國道七號）
- 大寮交流道（台88線）
- 大發工業區
- 高雄市大寮區昭明國民小學
- 高雄市立林園高級中學